# Thaumasia decemguttata
Thaumasia decemguttata là một loài nhện trong họ Pisauridae.
Loài này thuộc chi Thaumasia. Thaumasia decemguttata được Cândido Firmino de Mello-Leitão miêu tả năm 1945.